# Preciosisme
El preciosisme és un estil caracteritzat per un excés de refinament, especialment en el llenguatge. Estigué molt en voga en la societat i la literatura franceses de mitjan segle xvii (de 1610 a 1660), entre el barroc i el classicisme. Fou satiritzat per Molière i Boileau.
El nom prové de les precioses o dames galants que convocaven en els seus salons literats i artistes, i els comminaven a buscar la bellesa formal amb formes exagerades i cortesia. Va provocar l'aparició de nombrosos neologismes que van triomfar per la seva sonoritat, així com l'accentuació de la diferència entre registres lingüístics en l'escrit i l'oral. Igualment, va afavorir una simplificació de l'ortografia de determinats mots comuns.

## Les precioses
Les precioses varen ser dones de la més alta noblesa francesa dels segles xvii i xviii que inventaren una nova manera de fer política: el saló. La seva invenció es va difondre des de França a tots o gairebé tots els països de l'Occident. El seu nom, precioses, se'l donaren elles mateixes, en anomenar-se l'una a l'altra ma precieuse, perquè es consideraven d'alt preu.
Les precioses inventaren el saló, perquè no podien suportar la violència que dominava les relacions en la cort de França a principis del segle xvii. Era la violència del poder, que prenia tota mena de formes, en particular la de la violència contra les dones en l'amor, en els sentiments, en les relacions i la sexualitat. Inventant el saló, elles varen fer la revolució política de modificar radicalment el sentir i l'abast de la dicotomia públic/privat vigent en la seva època. Això vol dir que no separaren allò públic d'allò privat: fer-ho era una tàctica molt antiga del poder patriarcal per a dominar les dones.
El saló que inventaren les precioses va ser dissenyat per primera vegada per una d'elles, Madame de Rambouillet, el 1618, quan, cansada que cap arquitecte fos capaç de plasmar el que ella volia, ho dissenyà ella mateixa, i construí a la seva casa de París el que s'anomenà la Chambre bleue o cambra Blava. Amb aquest disseny, el saló era una prolongació del dormitori de la mestressa de la casa, que rebia les invitades i els invitats, recolzada sobre el llit. Les invitades i els invitats es col·locaven en una mena de passadís situat entre els peus del llit i la paret. En aquesta curiosa disposició, parlaven de política, movent, en realitat, els fils de l'alta política de França.
Res és casual en aquest disseny. En fer del dormitori un saló, les precioses deixaren dit que la divisió públic/privat no és política, sinó que el que és polític és ser capaç d'entaular entre aquestes dues zones de qualsevol existència un diàleg lliure i delicat. El dormitori és la part més íntima d'una casa. A la sala es rep la gent de fora. Per tal de recalcar més el vincle constant que hi ha entre aquestes dues zones de la vida, anomenaren el passadís on rebien les seves invitades i invitats ruelle, 'carreró', de rue, 'carrer'. El carrer és el lloc públic per antonomàsia.
És a dir, les precioses crearen i cuidaren un vincle profund i bell entre la casa (allò privat) i el carrer (allò públic), ajuntant el dormitori amb la sala i invitant als salons dones i homes. El saló va ser, doncs, un lloc de la política mixt i amb mediació femenina. Als salons es va fer política amb la paraula i les relacions. Per això, a la invenció de les precioses, se la sol anomenar civilització o cultura de la conversa. La conversació no és propietat de ningú i deixa una petjada en l'esperit d'aquella o aquell que hi participa.

### A Catalunya
Va haver-hi molts salons arreu dels països d'Occident als segles xvii i XVIII. Entre els que existiren a Catalunya, va destacar el de madama Abelló a la Barcelona del segle xviii.
En les darreres dècades del segle xviii, alguns filòsofs de la burgesia, contraris a la mediació femenina dels salons i, també, a la pertinença noble de les seves inventores, crearen els partits polítics, que foren pensats com a espais polítics només per a homes.